# Tomasz Plebański
Tomasz Plebański (ur. 11 września 1930 w Warszawie, zm. 20 sierpnia 1994 w Warszawie) – polski fizykochemik i metrolog. 

## Życiorys
Syn Tadeusza Plebańskiego(1893-1976) herbu Junosza inżyniera rolnika i Ireny z domu Wysockiej(1901-1976). 
W 1952 r. ukończył studia na Wydziale Matematyczno-Przyrodniczym Uniwersytetu Poznańskiego jako magister chemii. Doktoryzował się w 1960 pod kierunkiem Wojciecha Świętosławskiego. 
Przez krótki okres pracował w Instytucie Farmaceutycznym w Tarchominie, gdzie był współautorem polskich metod otrzymywania penicyliny i innych antybiotyków. Do 1961 r. pracował w Zakładzie Chemii Fizycznej Uniwersytetu Warszawskiego i w Instytucie Chemii Fizycznej PAN. 
W 1961 r. został wybrany na członka tytularnego Komisji Danych i Wzorców Fizykochemicznych IUPAC. Od 1961 r. pracował na różnych stanowiskach w Głównym Urzędzie Miar jako organizator metrologii fizykochemicznej w Polsce.
Od 1969 r. był sekretarzem, z potem wiceprzewodniczącym Komitetu Narodowego Danych dla Nauki i Techniki PAN. Jako krajowy przedstawiciel w Komitecie Danych dla Nauki i Techniki (CODATA) przy Międzynarodowej Radzie Unii Naukowych został wybrany wiceprzewodniczącym CODATA w latach 1978–1984.
W 1972 r. otrzymał tytuł profesora nauk chemicznych. Od 1965 do 1977 r. przewodniczył Komisji Analizy Wzorców Komitetu Nauk Chemicznych PAN. Od 1973 r. współpracował z Narodowym Biurem Wzorców USA (obecnie NIST). 
Był współtwórcą Komitetu Materiałów Odniesienia w ramach Międzynarodowej Organizacji Normalizacyjnej ISO. Od stycznia 1978 r. aż do przejścia na emeryturę był dyrektorem Centralnego Ośrodka Badawczo-Rozwojowego Wzorców Materiałów WZORMAT. W ostatnich latach życia był ekspertem UNDP-UNIDO w Wietnamie, Nepalu, Turcji, Etiopii i Syrii.

## Dorobek naukowy i nagrody
Dorobek naukowy to 78 publikacji własnych wydanych zagranicą i w kraju.
Odznaczony m.in.: Srebrnym Krzyżem Zasługi, Krzyżem Kawalerskim i Oficerskim Orderu Odrodzenia Polski, Medalem 30-lecia Polski Ludowej, Medalem 40-lecia Polski Ludowej oraz Medalem Głównego Urzędu Miar.
Został też uhonorowany dyplomem uznania Amerykańskiego Biura Wzorców Departamentu Handlu USA.
Został pochowany na cmentarzu Powązkowskim (kwatera 194-1-2/3).

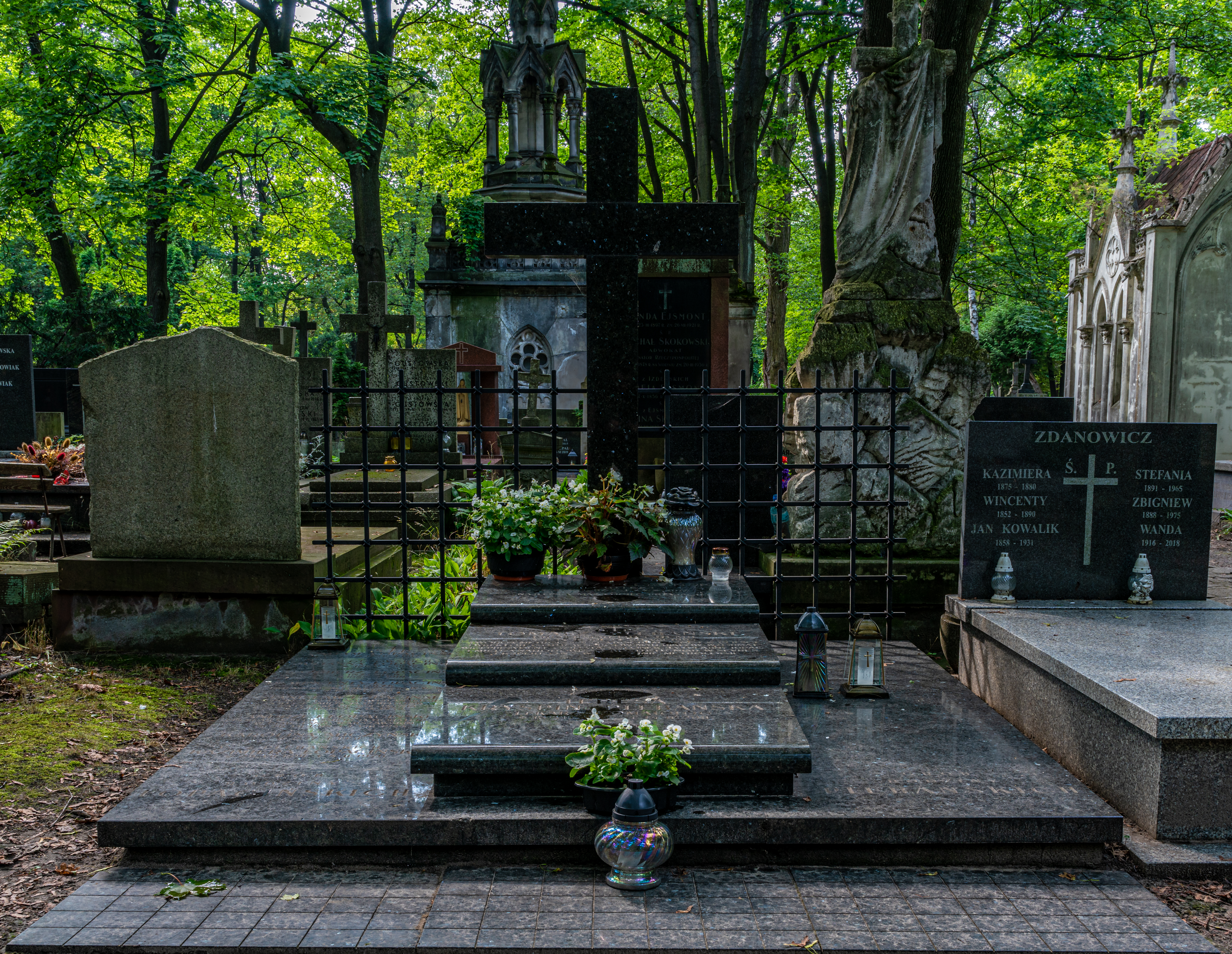
Grób Tomasza Plebańskiego na cmentarzu Powązkowskim

## Życie prywatne
W 1956 r. poślubił Teresę Kryspin(1931-2011). Miał z nią jednego syna - Tadeusza Roberta Plebańskiego(1957-2017)